# Каркан
Каркан (фр. Carcans) насеље је и општина у југозападној Француској у региону Аквитанија, у департману Жиронда која припада префектури Лепар Медок.
По подацима из 2005. године у општини је живело 2000 становника, а густина насељености је износила 8 становника/km². Општина се простире на површини од 175,4 km². Налази се на средњој надморској висини од 22 метара (максималној 65 m, а минималној 0 m).

## Демографија
| 1962. | 1968. | 1975. | 1982. | 1990. | 1999. | 2011. |
| ----- | ----- | ----- | ----- | ----- | ----- | ----- |
| 1.049 | 1.134 | 1.155 | 1.242 | 1.503 | 1.551 | 2.246 |

График промене броја становника у току последњих година